# محمدرضا سحاب
محمدرضا سحاب (زاده: ۲۹ فروردین ۱۳۲۷، تهران) نقشه‌نگار و پژوهشگر ایرانی است.

## زندگی و تحصیلات
وی فرزند استاد عباس سحاب است. در سال ۱۳۴۵ در دانشگاه ملی در رشته زبان و ادبیات انگلیسی و فرانسه پذیرفته شد و در سال ۱۳۵۰ با درجه بسیارخوب فارغ‌التحصیل شد. هم‌زمان با گذراندن خدمت وظیفه در رشته حقوق تحصیل کرد و در سال ۱۳۵۲ هم‌زمان با پایان خدمت موفق به اخذ مدرک حقوق قضائی گردید.
در سال‌های ۱۳۵۱ تا ۱۳۸۰ همکاری علمی و فنی وی با موسسات معتبر کارتوگرافی بین‌المللی مانند «گئورگ وسترمن»، «کارل ونشو» و کارتوگرافی «هوبر» در آلمان و گذراندن دوره‌های تخصصی فنی موجب بالا بردن توان علمی و فنی و کیفیت روش‌های نقشه‌نگاری در ایران گردید. بطوری‌که در سال ۱۳۶۸ با شروع کار کارتوگرافی رایانه‌ای در موسسه سحاب - به عنوان اولین مؤسسه ایرانی - توانست در ارتقاء فناوری نقشه نگاری نوین در ایران سهم عمده‌ای داشته باشد.
وی از سال ۱۳۳۸ هم‌زمان با آغاز تحصیل در دوره متوسطه به صورت نیمه وقت در مؤسسه جغرافیایی و کارتوگرافی سحاب مشغول به کار و آموختن نقشه نگاری (کارتوگرافی) شد. به‌طوری‌که در ۱۸ سالگی توانست با کمک پدر و استادش به ترسیم نقشه‌های جغرافیایی بپردازد و در رشته برجسته‌نمایی (استومپاژ) نقشه‌ها تخصص پیداکند. در طول نیم قرن گذشته کار و تلاش وی تنها مصروف پیشرفت علمی و فنی مؤسسه جغرافیایی و کارتوگرافی سحاب شده و حاصل آن نیز آثار متعددی است که به صورت نقشه، اطلس، کتاب و وسایل آموزشی جغرافیا در طول سال‌ها چاپ و منتشر شده‌است.

## فعالیت‌ها
محمدرضا سحاب که نسل سوم از خاندان سحاب است تا سال ۱۳۶۷ معاونت مؤسسه را برعهده داشته و از آن سال تاکنون به عنوان مدیر عامل و رئیس هیئت مدیره مؤسسه جغرافیایی سحاب مشغول بکار بوده‌است. وی هیچگاه سمت‌های اجرائی را در موسسات دولتی یا خصوصی نپذیرفته و همواره وقت و عمر خود را برای توسعه و ادامه فعالیت‌های مؤسسه سحاب مصروف داشته‌است. شرکت در کنفرانس‌ها و همایش‌های داخل و خارج کشور در موضوعات نقشه نگاری و جغرافیا و ارائه مقالات متعدد دربارهٔ مسئله دفاع از نام خلیج فارس از دیگر فعالیت‌های وی بوده و تاکنون به بیش از ۳۴ کشور جهان سفر کرده و در توسعه روابط بین‌المللی با موسسات علمی و فرهنگی و ارائه مقاله در کنفرانس‌ها و مجامع علمی و فرهنگی بین‌المللی به ویژه مراکز ایرانشناسی و موسسات جغرافیایی و کارتوگرافی سراسر جهان کوشش کرده‌است.
از جمله آثار وی تدوین نقشه‌های مختلف جغرافیایی برای آموزش جغرافیا است. کارهای پژوهشی و مطالعه دربارهٔ نقشه‌های تاریخی و کهن در طول پانزده سال گذشته، تألیف چند جلد اطلس برای اثبات حقانیت ایرانیان در خصوص اصالت نام خلیج فارس و همچنین تدوین اطلس‌های جغرافیایی عمومی ایران و جهان و اطلس‌های آموزشی برای دانش‌آموزان، بعلاوه مطالعه و پژوهش در تاریخ کارتوگرافی وارائه مقالات در زمینه نقشه‌های تاریخی و کهن خلیج فارس، نقشه‌های آنتیک ایران، گرجستان، ارمنستان و نقشه‌های کهن تهران ومعرفی نقشه نگاران ایرانی دوره اسلامی در همایش‌های بین‌المللی خارج کشور از جمله ICA و ICHC در ۲۰۰۵ و ASPS در ۲۰۰۷ و دانشگاه تورنتو (۲۰۱۴) و دانشگاه بن (آلمان)۲۰۱۵ و همایش‌های داخلی از جمله همایش‌های دانشگاه تهران(۱۳۹۳)وهمایش جغرافیای تاریخی درتهران (۱۳۹۳)و چاپ این مقالات در نشریات داخلی و بین‌المللی بوده‌است.
اهداء جایزه جهانی کتاب سال در چهاردهمین دوره جهانی کتاب سال به کتاب Persian Gulf: Atlas of Old and Historical Maps 3000 B.C. - 2000 A.D که توسط محمدرضا سحاب، با همکاری چندتن از استادان دانشگاه‌های ایران در مقابله با سازندگان اسامی جعلی در مورد خلیج فارس در ۲ مجلد (۶۰۰ صفحه) تألیف و تدوین شده و توسط مرکز مطالعات وزارت خارجه و دانشگاه تهران منتشر شده‌است از جمله آثار ماندگار وی در ابن زمینه می‌باشد.
چاپ مقالات محمدرضا سحاب در نشریات معتبر دانشگاهی از جمله «مجله تاریخ دانشگاه تهران» و «نامه فرهنگ، ویژه نامه خلیج فارس» بهار ۱۳۸۴ و دیگر نشریات معتبر خارج کشور مانند Journal of Persianate Studies که توسط انتشارات بریل و Echo of Islam منتشر شده از دیگر اقدامات وی می‌باشد.
چاپ مقالات و گزارش‌های متعدد از خلیج فارس و فعالیت‌های ایرانشناسی در روزنامه‌های اطلاعات، حیات نو، جام جم و مجله پیام دریا، و همچنین سایت‌های میراث خبر و ایبنا گوشه دیگری از تلاش‌های محمدرضا سحاب در زمینه مسائل فرهنگی به ویژه موضوعات جغرافیایی، تاریخ کارتوگرافی، خلیج فارس و ایرانشناسی می‌باشد.
در بهمن ماه ۱۳۸۶ به مناسبت چهل و پنجمین سالگرد تأسیس شورای کتاب کودک از محمدرضا سحاب بخاطر تألیف مجموعه مصور تاریخی خلیج فارس برای کودکان و نوجوانان در محل کتابخانه حسینیه ارشاد تجلیل شد.
علاوه بر اهداء لوحه‌های متعدد تقدیر در همایش‌های مجامع علمی و دانشگاهی کشور، به پاس زحمات و فعالیت‌های مجدانه محمدرضا سحاب درباره ارائه مقالات و تألیف اطلس‌ها و کتب به زبان‌های مختلف و حضور در همایش‌ها و مجامع داخلی و بین‌المللی در اثبات حقانیت ایران نسبت به نام و هویت تاریخی خلیج فارس، در همایش‌های سالانه روز ملی خلیج فارس در بندرعباس (اردیبهشت ماه سال‌های ۹۴-۹۳-۹۲-۱۳۹۱)از وی تجلیل و به عنوان یکی از مدافعان خلیج همیشه فارس به او تندیس و لوح تقدیر اهداء شد.
در هفتم مهرماه ۱۳۹۲ به مناسبت هفته گردشگری و تجلیل از خادمان و فعالان صنعت گردشگری کشور با حضور ریاست محترم جمهوری از محمدرضا سحاب تجلیل و لوح تقدیر ریاست جمهوری به وی اهداء شد.
در سال ۱۳۹۴ به عنوان عضو پیوسته بین‌المللی مؤسسه ایکوموس جهانی ICOMOS پذیرفته شد.
در جشنواره سال ۱۳۹۷صنعت چاپ به پاس خدمات فرهنگی محمدرضا سحاب و تلاش در اثبات اصالت نام خلیج فارس ضمن تجلیل، از آقای دکتر صالحی وزیر فرهنگ و ارشاد اسلامی لوح تقدیر دریافت کرد.
در اردیبهشت ماه ۱۳۹۷ دانشگاه تهران و انجمن علمی ایرانشناسی به پاس خدمات فرهنگی و علمی ۸۰ ساله مؤسسه جغرافیائی و کارتوگرافی سحاب مراسم باشکوهی را باحضور شخصیتهای علمی و فرهنگی و دانشگاهی در سالن فردوسی دانشکده ادبیات و علوم انسانی آن دانشگاه برگزار و از خدمات بنیان گذار و مدیر و کارکنان آن طی سخنرانی‌های ریاست و معاونت و دیگر اساتید محترم دانشگاه تقدیر و تجلیل بعمل آورد.

## مهمترین آثار دهه‌های ۸۰ و ۹۰ خورشیدی
- تدوین دوره نقشه‌های آموزشی برجسته‌نمای ایران، جهان و قاره‌ها در ۸ قطعه ۱۳۸۳–۱۳۸۸ ۱۰۰x۷۰
- تدوین دوره نقشه‌های آموزشی سیاسی ایران، جهان و قاره‌ها در ۸ قطعه ۱۰۰x۷۰
- تدوین دوره نقشه‌های آموزشی کشورهای همسایه ایران شامل ۶ نقشه هر یک بقطع ۱۰۰x۷۰
- تألیف اطلس آموزشی برای دوره ابتدایی مدارس ایران (۱۳۸۴)
- تألیف اطلس عمومی ایران و جهان (۱۳۸۲)
- تألیف اطلس عمومی ایران و جهان (ویرایش فشرده) (۱۳۸۷)
- تألیف اطلس خلیج فارس در نقشه‌های کهن به متن فارسی و انگلیسی
- تألیف کتاب Persian Gulf: Atlas of Old and Historical Maps 3000 B.C. - 2000 A.D در دو مجلد به متن انگلیسی (۱۳۸۴)
- تألیف اطلس تهران بزرگ به مقیاس ۱۶۰۰۰ :۱
- تألیف اطلس جدید ۲۲ منطقه تهران به مقیاس ۳۰۰۰۰ :۱ (۱۳۸۷)
- تدوین نقشه جدید ۲۲ منطقه تهران به مقیاس ۳۰۰۰۰ :۱ (۱۳۸۷)
- تألیف و تدوین دوره نگاره‌های آموزشی جغرافیا در ۱۰ قطعه هریک بقطع ۱۰۰x۷۰
- تألیف و تدوین مجموعه مصور تاریخی خلیج فارس برای کودکان و نوجوانان
- تألیف و تدوین مجموعه مصور تاریخ اسلام برای کودکان و نوجوانان
- تألیف و تدوین اطلس گویا و گنگ ایران و جهان (ویرایش چهارم) آبان ۱۳۸۸
- تدوین و کارتوگرافی نقشه‌های استان‌های گیلان، مازندران، گلستان برای آموزش جغرافیا-آذرماه ۱۳۸۸
- تدوین و کارتوگرافی نقشه استان تهران برای آموزش جغرافیا - دی ماه ۱۳۸۸
- تدوین و کارتوگرافی نقشه رشته کوه‌های زاگرس برای آموزش جغرافیا - آبان ماه ۱۳۸۹
- تألیف و کارتوگرافی اطلس جدید راه‌های ایران به سبک اطلس‌های اروپائی، اسفند ماه ۱۳۸۹
- تألیف و کارتوگرافی نقشه بزرگ ایران بمتن فارسی به مقیاس ۱۰۰۰۰۰۰ :۱، آبان ماه ۱۳۹۱
- تألیف و کارتوگرافی نقشه‌های جدید گردشگری تهران و ایران به سبک نقشه‌های اروپائی بمتن انگلیسی، اسفند ماه ۱۳۹۲
- تألیف و کارتوگرافی اطلس جدید تهران بزرگ به مقیاس ۲۰۰۰۰ :۱، اسفند ماه ۱۳۹۲
- تألیف و کارتوگرافی نقشه بزرگ ایران بمتن انگلیسی به مقیاس ۱۵۰۰۰۰۰ :۱، آبان ماه ۱۳۹۳
- تألیف و کارتوگرافی نقشه‌های جدید گردشگری تهران و ایران بمتن انگلیسی، اردیبهشت ماه ۱۳۹۴
- تألیف و کارتوگرافی نقشه جدید ایران بمتن انگلیسی به قطع ۱۵۰*۱۵۰ سانتیمتر و مقیاس ۱۵۰۰۰۰۰ :۱، تیرماه ۱۳۹۴
- تالیف و کارتوگرافی نقشه گردشگری منطقه آزاد انزلی به قطع ۱۰۰*۳۵ سانتیمتر در دیماه ۱۳۹۶
- تدوین و انتشار جلد دوم کتاب هشتاد سال کارتوگرافی «یادنامه استاد عباس سحاب» (پدر کارتوگرافی نوین ایران) اردیبهشت ماه ۱۳۹۷
- تالیف و کارتوگرافی نقشه جدید کلان‌شهر (متروپولیتن) تهران به قطع ۲۵۰*۱۵۰ سانتیمتر، (در طول سالهای ۱۳۹۵ و ۱۳۹۶) با استفاده از تصاویر ماهواره ای و انتشار آن در اسفندماه ۱۳۹۷
- تالیف و کارتوگرافی نقشه تاریخی مسیر سفرهای ابن سینا فیلسوف و حکیم بزرگ ایران به قطع ۷۰* ۱۰۰ سانتیمتر، آبانماه ۱۳۹۸